# Sport Clube Alba
O Sport Clube Alba (mais conhecido por Alba) é um clube português, localizado em Albergaria-a-Velha, distrito de Aveiro. Além do Campeonato Distrital, já disputou a Taça de Portugal.

## História
O Sport Clube Alba foi fundado em 1 de Janeiro de 1941, a partir de funcionários da metalúrgica Alba.
Ganhou o campeonato secundário da AFA (Associação de Futebol de Aveiro) em 1961/62, subindo à I divisão distrital, nunca mais descendo abaixo deste escalão.
Na época 1964/5 disputou a 4ª série da III Divisão, campeonato que foi vencido pelo Águeda. Em 1968/69 venceu o campeonato distrital da 1ª divisão de Aveiro.
Na década de 1970 participou por 5 vezes (1971/72, 1974/75,1975/76, 1976/77 e 1978/79) na antiga 2ª divisão nacional.
O clube desceu à III divisão na época de 1979/80 e dois anos depois desceu aos distritais. Em 1984/5 regressa à III divisão.
Adere ao futebol feminino em 1987 mas apenas durará um par de anos. Os frutos dessa aposta serão colhidos pelo Clube de Albergaria que aposta no futebol feminino.
Em 1992 é criada uma Comissão administrativa formada por António Augusto Martins Pereira, Mário Vidal, Fausto Meireles, Manuel Neves, Abel Vidal da Costa e Manuel Miranda Pires. O Alba manter-se-á na III divisão até à época de 1993/94 quando desce aos campeonatos distritais de Aveiro. No total o clube ficou 18 épocas na III divisão.
Em meados da década de 1990, o clube passou por uma grave crise tendo sido ponderado o fim ou a criação de um novo clube. Entrou para presidente Abílio Costa que já tinha estado no clube aquando da liderança de João Alves.
Maria da Conceição Araújo Martins esteve três mandatos à frente dos destinos do clube. O responsável pelo futebol sénior era Manuel Miranda Pires.
Em 2006/2007 alcançaram o 3º lugar na 1ª divisão de honra do campeonato distrital de Aveiro.
Em 2007 é eleita a mais jovem direção do clube, presidida por José Carlos Coelho. Manuel Henrique Conceição Neves continua a presidir à assembleia geral e o presidente do conselho fiscal é Albérico Madail.
Na Época 2009/2010, o clube fica em 1º lugar na Primeira Divisão do Campeonato Distrital de Aveiro, com o treinador Óscar Mendes, conseguindo assim regressar aos campeonatos nacionais. Ainda nesse ano vencem pela primeira vez a Supertaça distrital.
Com a remodelação dos campeonatos o clube acabou por descer novamente aos distritais de Aveiro. Em Outubro de 2013 o Sporting goleou o Alba por 8-1 na quarta eliminatória da Taça de Portugal.
Em fevereiro de 2016, o Sport Clube Alba recebeu a medalha de prata do município de Albergaria-a-Velha.

## Títulos
- 2009/10 e 1968/69 - Campeão Campeonato de Elite AF Aveiro[2]
- 2009/10 - Supertaça AF Aveiro;
- 1961/62 - Campeão 2ª AF Aveiro

## Jogadores
Pelo clube passaram nomes como Albano, Valongo, Quintas, Carlos Jorge, Serafim, Abdul, Nartanga, Simão, José Carlos, Fausto Leite, Castanheira, Jaime Telha etc

## Treinadores
- Couceiro Figueira
- Carlos Alves
- Valongo (Joaquim Freire)
- Virgílio Pereira
- Augusto Semedo
- Joaquim Queirós
- Quitó (Joaquim António Sousa)
- Óscar Mendes
- Calixio
- Ribeiro
- Alfredo Oliveira
- Alfredo Castanheira
- Azevedo
- Alberto Vareiro

## Presidentes[3]
- 1941-59: Comendador Augusto Martins Pereira
- 1959-76: António Augusto Martins Pereira
- 1976-80: Lutero Letra da Costa
- 1980-81: Mário Vidal da Silva
- 1981-84: António Rodrigues Parente
- 1984-87: João António Ferreira Resende Alves
- 1987-89: Rui Arvins Pereira Pinto
- 1989-91: Lutero Letra da Costa
- 1991-92: Fernando Pereira Pinto
- 1992-95: Manuel Henrique da Conceição Neves
- 1995-01: Abílio Almeida Costa
- 2001-07: Maria da Conceição Araújo Martins
- 2007-13: José Carlos Estrela Coelho
- 2013-15: José Manuel Pinho Almeida
- 2015-17: António Martins Pereira
- 2017-19: Carlos Manuel Nogueira Carvalho

## Curiosidades
António Augusto Martins Pereira foi jogador e diretor do clube durante 52 anos tendo sido substituído de forma algo polémica do cargo de presidente da Assembleia Geral, em meados dos anos 1990. Em 1998, a direção do clube à época, presidida por Abílio Almeida Costa, decidiu homenagear António Augusto Martins Pereira e o campo de futebol do Sport Clube de Alba passou a denominar-se Estádio Municipal António Augusto Martins Pereira.
João António Ferreira Resende Alves ou simplesmente João Alves (também conhecido como "luvas pretas"), que nasceu em Albergaria-a-Velha, em 5 de Dezembro de 1952, chegou a ser presidente do clube entre 1984 e 1987.
O Estádio Municipal António Martins Pereira, em Albergaria-a-Velha, veio substituir o antigo parque Alba que foi demolido.
Na época de 1979/80 ficou em 6º lugar no campeonato da III Divisão. A equipa, orientada por Joaquim Freire (Valongo), venceu o Lusitano de Vildemoinhos por 1-0 na última jornada. Na época seguinte a equipa começou com apenas 13 jogadores sendo 4 ex-juniores. Da anterior tinham saído sete jogadores titulares. (fonte consultada: jornal Arauto de Osseloa, 9/07/1980, página 6)